# Сукцинил-КоА
Сукцинил-Кофермент А, сокращенно сукцинил-КоА (также встречаются сокращения Сукцинил-CoA, SucCoA и Сукцинил~SCoA), представляет собой тиоэфир дикарбоновой янтарной кислоты и кофермента А. Принимает участие во многих биохимических путях, в частности, является интермедиатом цикла Кребса. Служит предшественником синтеза δ-аминолевулиновой кислоты, являющейся первым специфическим интермедиатом в синтезе порфиринов.

## Образование
Важный интермедиат в цикле Кребса, где он образуется при декарбоксилировании α-кетоглутарата (реакцию катализирует α-кетоглутаратдегидрогеназа). В ходе данной реакции к происходит присоединение сукцинильного остатка к коферменту А.
В клетках позвоночных имеются ферментативные системы обеспечивающиеся образование сукцинил-КоА из L-метилмалонил-КоА, образующегося при метаболизме пропионовой кислоты. Поскольку пропионовая кислота содержит нечетное количество атомов углерода она не может быть подвергнута бета-окислению и её метаболизм связан с карбоксилированием в ходе которого образуется D-метилмалонил-КоА, изомеризующийся в дальнейшем в L-метилмалонил-КоА. Последующую реакцию изомеризации L-метилмалонил-КоА катализирует метилмалонил-КоА мутаза, содержащая в качестве кофактора витамин В12.

## Дальнейшие биохимические превращения
В цикле Кребса сукцинил-КоА превращается в сукцинат в ходе гидролиза, осуществляемого сукцинил-КоА-синтетазой (сукцинат тиокиназа).
Также сукцинил-КоА используется при синтезе порфиринового ядра. При этом первой реакцией является образование δ-аминолевулиновой кислоты из сукцинил-КоА и глицина. Данную реакцию катализирует АЛК-синтаза.